# Fjällsmörblomma
Fjällsmörblomma (Ranunculus nivalis) är en växtart i familjen ranunkelväxter. Blomman blir vanligen mellan 5 och 18 cm lång och har 5 kronblad. Den är tidig och utvecklas snabbt. Fjällsmörblomman växer nära snölegor samt på översilningsmark och flytjordsterrasser och är tämligen allmän i fjällen i norra Norrland.

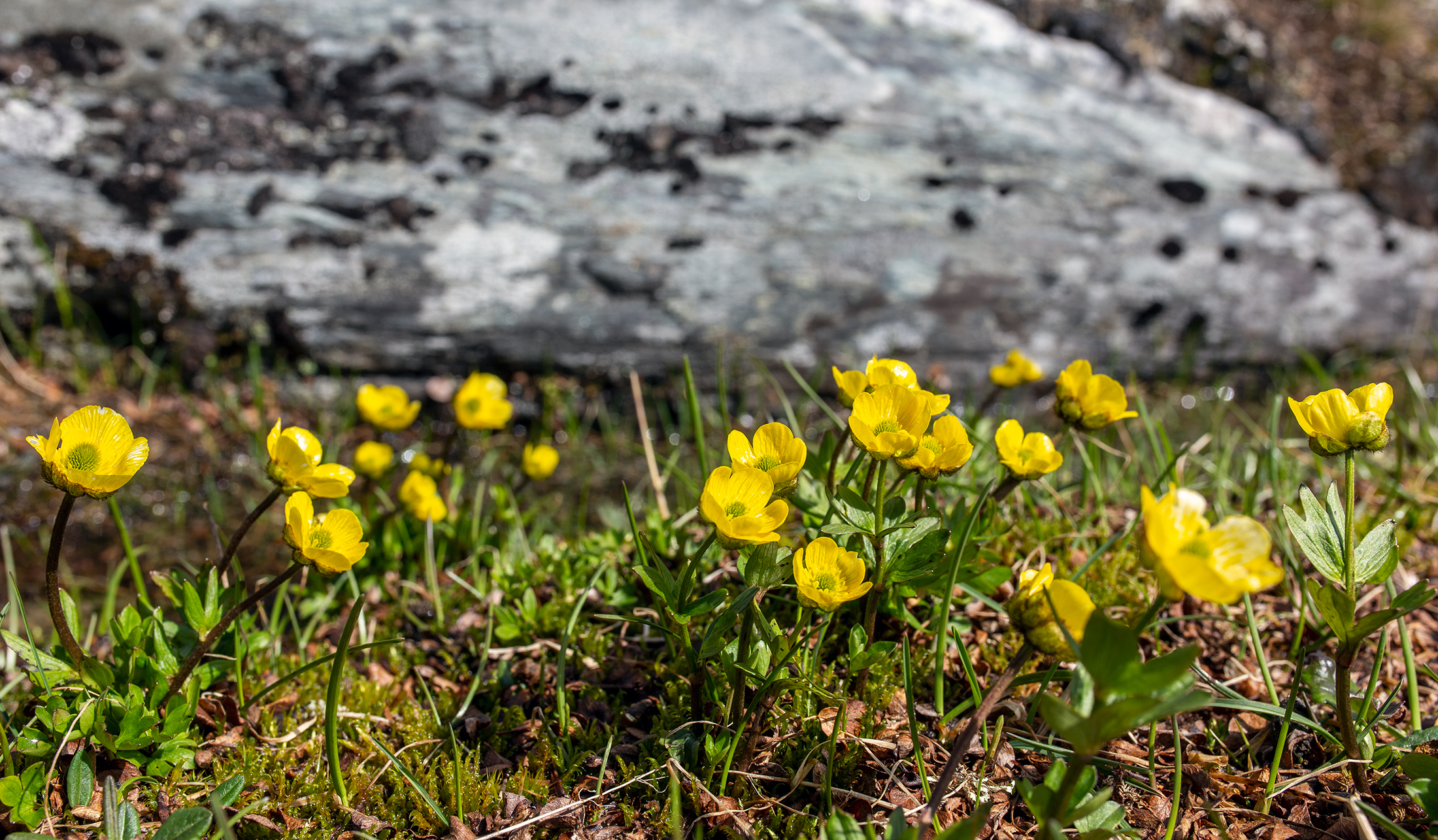
Fjällsmörblomma på Gierggevárre i Padjelanta, 1350 m ö.h.